# Lenka Šmídová
Lenka Šmídová (ur. 26 marca 1975 w m. Havlíčkův Brod), czeska żeglarka sportowa. Srebrna medalistka olimpijska z Aten.
Brała udział w trzech igrzyskach (IO 00, IO 04, IO 08). Medal w 2004 zdobyła w klasie Europa. W tej samej konkurencji startowała w 2000, w 2008 rywalizowała w 470. W Europie w 2001 była brązową medalistką mistrzostw świata.